# EX PMX
Peter Max-Jakobsen (født 1973) er en dansk electronica-/rock and roll-musiker, der optræder under kunstnernavnet EX PMX. Desuden arbejder han i forlængelse af musikken med computergrafik, maleri, installationskunst og interdisciplinære værker.
Max-Jakobsen har kunstnerisk uddannelse bag sig både i form af eksamen fra Det Kongelige Kunstakademi og det Kongelige Konservatorium i Haag, hvor han fra 2002 og tre år frem underviste på det interdisciplinære fakultet.
Musikproduktionen startede ved at sammensætte lydbidder fra bl.a. hjemmelavede musikinstrumenter. Foruden selv at producere musik, samarbejder han også i stor stil med andre musikere inden for electronica-genren.
Maleriet er kendetegnet ved transparente menneskeskikkelser tegnet op i streg. Ofte som i en bevægelse eller forskydning. Værkerne er bl.a. i samlingen på Vendsyssel Kunstmuseum

## Diskografi
- 2004: Ugly Pussy
- 2005: Scraphead Bi*recycled